# Élie (prénom)
Pour les articles homonymes, voir Élie (homonymie), Saint Élie et Saint-Élie (homonymie).
 (avril 2024).
Si vous disposez d'ouvrages ou d'articles de référence ou si vous connaissez des sites web de qualité traitant du thème abordé ici, merci de compléter l'article en donnant les références utiles à sa vérifiabilité et en les liant à la section « Notes et références ».
Élie est un prénom masculin d'origine hébraïque.

## Origine du nom
Élie provient de l'hébreu Elijah (en hébreu : אֵלִיָּהו, ēliyahū, « Mon Dieu est YHWH »).
Ce nom biblique est donné par les juifs, les chrétiens et les musulmans en l'honneur du prophète d'Israël, Élie le Thesbite, qui vivait au IXe siècle av. J.-C., après la mort du roi Salomon. Il est cité dans le Coran. Ce prénom signifie "le seigneur est mon dieu".

## Variantes linguistiques
- hébreu : אליהו, אליה
- arabe : ايليا, īlyā dans la Bible, ou إِلْيَاس, ilyās dans le Coran
- grec : Ηλίας / Ilías
- latin : Elias
- français : Élie (et aussi Hélie, Hélias, Élias)
- allemand : Elija
- anglais : Elijah
- breton : Eliaz
- catalan : Elies
- croate : Ilija, Ilko
- espéranto : Elija
- espagnol : Elías
- finnois : Elia, Elias
- hongrois : Éliás
- italien : Elia
- néerlandais : Elia
- norvégien : Elias
- poitevin : Lisot
- polonais : Eliasz
- portugais : Elias
- roumain  : Ilie
- russe : Илья, Ilia
- suédois : Elia
- tchèque : Elijáš
- ukrainien : Ілля, Illia
- yiddish : אליהו

## Popularité du nom
En Afrique du Nord les musulmans utilisent le prénom sous sa forme arabe ; ( Ilyes, Ilyas, Lyes) mais ils le délaissent au Proche-Orient où il est très populaire parmi les chrétiens.
Le nom est très populaire parmi les chrétiens orthodoxes. En Grèce, de nombreuses chapelles édifiées au sommet d'une montagne portent le nom du prophète Élie.
Élie  est aussi un patronyme

## Personnalités portant ce prénom
Pour l'ensemble des articles sur les personnes portant ce prénom, consulter les articles commençant par « Élie » ou par des variantes du prénom telles que
Elia,
Eliahou,
Elie,
Elija ou Elijah.